# Copa Federació 2017 − Grup Mundial
La Copa Federació 2017, coneguda oficialment com a Fed Cup by BNP Paribas 2017, correspon a la 55a edició de la Copa Federació de tennis, la competició nacional de tennis més important en categoria femenina. El Grup Mundial és el nivell més alt d'aquest competició i els equips participants es disputen el títol.

## Equips
| Equips participants | Equips participants | Equips participants | Equips participants |
| ------------------- | ------------------- | ------------------- | ------------------- |
| Alemanya (3)        | Belarús             | Espanya             | Estats Units        |
| França (2)          | Països Baixos (4)   | Suïssa              | Txèquia (1)         |

## Quadre
|  | Primera ronda 11 - 12 de febrer          | Primera ronda 11 - 12 de febrer | Primera ronda 11 - 12 de febrer |                                            |         | Semifinals 22 - 23 d'abril | Semifinals 22 - 23 d'abril     | Semifinals 22 - 23 d'abril |   |  | Final 11 - 12 de novembre | Final 11 - 12 de novembre | Final 11 - 12 de novembre |
|  |                                          |                                 |                                 |                                            |         |                            |                                |                            |   |  |                           |                           |                           |
|  | Ostrava, República Txeca (dura interior) |                                 |                                 |                                            |         |                            |                                |                            |   |  |                           |                           |                           |
|  | 1                                        | Txèquia                         | 3                               |                                            |         |                            |                                |                            |   |  |                           |                           |                           |
|  | 1                                        | Txèquia                         | 3                               | Wesley Chapel, Estats Units (terra batuda) |         |                            |                                |                            |   |  |                           |                           |                           |
|  |                                          | Espanya                         | 2                               |                                            |         |                            |                                |                            |   |  |                           |                           |                           |
|  |                                          | Espanya                         | 2                               | 1                                          | Txèquia | 2                          |                                |                            |   |  |                           |                           |                           |
|  | Maui, Estats Units (dura)                |                                 |                                 | 1                                          | Txèquia | 2                          |                                |                            |   |  |                           |                           |                           |
|  |                                          |                                 | Estats Units                    | 3                                          |         |                            |                                |                            |   |  |                           |                           |                           |
|  | 3                                        | Alemanya                        | Estats Units                    | 3                                          | 0       |                            |                                |                            |   |  |                           |                           |                           |
|  | 3                                        | Alemanya                        |                                 |                                            | 0       |                            | Minsk, Belarús (dura interior) |                            |   |  |                           |                           |                           |
|  |                                          | Estats Units                    | 4                               |                                            |         |                            |                                |                            |   |  |                           |                           |                           |
|  |                                          |                                 |                                 |                                            |         |                            |                                | Estats Units               | 3 |  |                           |                           |                           |
|  | Minsk, Belarús (dura interior)           |                                 |                                 |                                            |         |                            |                                | Estats Units               | 3 |  |                           |                           |                           |
|  |                                          |                                 | Belarús                         | 2                                          |         |                            |                                |                            |   |  |                           |                           |                           |
|  |                                          | Belarús                         | Belarús                         | 2                                          | 4       |                            |                                |                            |   |  |                           |                           |                           |
|  |                                          | Belarús                         | Minsk, Belarús (dura interior)  |                                            | 4       |                            |                                |                            |   |  |                           |                           |                           |
|  | 4                                        | Països Baixos                   | 1                               |                                            |         |                            |                                |                            |   |  |                           |                           |                           |
|  | 4                                        | Països Baixos                   | 1                               |                                            |         | Belarús                    | 3                              |                            |   |  |                           |                           |                           |
|  | Ginebra, Suïssa (dura interior)          |                                 |                                 |                                            |         | Belarús                    | 3                              |                            |   |  |                           |                           |                           |
|  |                                          |                                 | Suïssa                          | 2                                          |         |                            |                                |                            |   |  |                           |                           |                           |
|  |                                          | Suïssa                          | Suïssa                          | 2                                          | 4       |                            |                                |                            |   |  |                           |                           |                           |
|  |                                          | Suïssa                          |                                 |                                            | 4       |                            |                                |                            |   |  |                           |                           |                           |
|  | 2                                        | França                          | 1                               |                                            |         |                            |                                |                            |   |  |                           |                           |                           |

## Primera ronda

### República Txeca vs. Espanya
| · República Txeca · 3 | Ostravar Arena, Ostrava, República Txeca 11 - 12 de febrer de 2017 Dura interior | Ostravar Arena, Ostrava, República Txeca 11 - 12 de febrer de 2017 Dura interior      | · Espanya · 2 |     |          |  |
| \| \| [1] \| \| 1 \| 2 \| 3 \| \| \| - \| ------------------------- \| ------------------------------------------------------------------------------------- \| --- \| --- \| -------- \| \| \| 1 \| República Txeca · Espanya \| Barbora Strýcová Garbiñe Muguruza \| 0 6 \| 6 3 \| 1 6 \| \| \| 2 \| República Txeca · Espanya \| Karolína Plísková Lara Arruabarrena \| 6 4 \| 7 5 \| \| \| \| 3 \| República Txeca · Espanya \| Karolína Plísková Garbiñe Muguruza \| 6 2 \| 6 2 \| \| \| \| 4 \| República Txeca · Espanya \| Barbora Strýcová Lara Arruabarrena \| 6 4 \| 6 4 \| \| \| \| 5 \| República Txeca · Espanya \| Lucie Šafářová / Katerina Siniakova María José Martínez Sánchez / Sara Sorribes Tormo \| 3 6 \| 6 4 \| [7] [10] \| \| |                                                                                  |                                                                                       |               |     |          |  |
| | [ 1 ]                                                                            |                                                                                       | 1             | 2   | 3        |  |
| 1 | República Txeca · Espanya                                                        | Barbora Strýcová Garbiñe Muguruza                                                     | 0 6           | 6 3 | 1 6      |  |
| 2 | República Txeca · Espanya                                                        | Karolína Plísková Lara Arruabarrena                                                   | 6 4           | 7 5 |          |  |
| 3 | República Txeca · Espanya                                                        | Karolína Plísková Garbiñe Muguruza                                                    | 6 2           | 6 2 |          |  |
| 4 | República Txeca · Espanya                                                        | Barbora Strýcová Lara Arruabarrena                                                    | 6 4           | 6 4 |          |  |
| 5 | República Txeca · Espanya                                                        | Lucie Šafářová / Katerina Siniakova María José Martínez Sánchez / Sara Sorribes Tormo | 3 6           | 6 4 | [7] [10] |  |

### Estats Units vs. Alemanya
| · Estats Units · 4 | Royal Lahaina Resort, Maui, Estats Units 11 - 12 de febrer de 2017 Dura | Royal Lahaina Resort, Maui, Estats Units 11 - 12 de febrer de 2017 Dura  | · Alemanya · 0 |     |     |             |
| \| \| [2] \| \| 1 \| 2 \| 3 \| \| \| - \| ----------------------- \| ------------------------------------------------------------------------ \| ----- \| --- \| --- \| ----------- \| \| 1 \| Estats Units · Alemanya \| Alison Riske Andrea Petkovic \| 7 6¹⁰ \| 6 2 \| \| \| \| 2 \| Estats Units · Alemanya \| Codo Vandeweghe Julia Görges \| 6 3 \| 3 1 \| \| retirada \| \| 3 \| Estats Units · Alemanya \| Codo Vandeweghe Andrea Petkovic \| 3 6 \| 6 4 \| 6 0 \| \| \| 4 \| Estats Units · Alemanya \| Alison Riske Julia Görges \| \| \| \| no disputat \| \| 5 \| Estats Units · Alemanya \| Bethanie Mattek-Sands / Shelby Rogers Laura Siegemund / Carina Witthoeft \| 4 1 \| \| \| retirades \| |                                                                         |                                                                          |                |     |     |             |
| | [ 2 ]                                                                   |                                                                          | 1              | 2   | 3   |             |
| 1 | Estats Units · Alemanya                                                 | Alison Riske Andrea Petkovic                                             | 7 6¹⁰          | 6 2 |     |             |
| 2 | Estats Units · Alemanya                                                 | Codo Vandeweghe Julia Görges                                             | 6 3            | 3 1 |     | retirada    |
| 3 | Estats Units · Alemanya                                                 | Codo Vandeweghe Andrea Petkovic                                          | 3 6            | 6 4 | 6 0 |             |
| 4 | Estats Units · Alemanya                                                 | Alison Riske Julia Görges                                                |                |     |     | no disputat |
| 5 | Estats Units · Alemanya                                                 | Bethanie Mattek-Sands / Shelby Rogers Laura Siegemund / Carina Witthoeft | 4 1            |     |     | retirades   |

### Belarús vs. Països Baixos
| · Belarús · 4 | Chizhovka-Arena, Minsk, Belarús 11 - 12 de febrer de 2017 Dura interior | Chizhovka-Arena, Minsk, Belarús 11 - 12 de febrer de 2017 Dura interior | · Països Baixos · 1 |      |     |  |
| \| \| [3] \| \| 1 \| 2 \| 3 \| \| \| - \| ----------------------- \| ------------------------------------------------------- \| ---- \| ---- \| --- \| \| \| 1 \| Belarús · Països Baixos \| Aliaksandra Sasnovich Michaella Krajicek \| 4 6 \| 6 3 \| 6 2 \| \| \| 2 \| Belarús · Països Baixos \| Arina Sabalenka Kiki Bertens \| 6 3 \| 6⁶ 7 \| 4 6 \| \| \| 3 \| Belarús · Països Baixos \| Aliaksandra Sasnovich Kiki Bertens \| 6 3 \| 6 4 \| \| \| \| 4 \| Belarús · Països Baixos \| Arina Sabalenka Michaella Krajicek \| 7 6⁵ \| 6 4 \| \| \| \| 5 \| Belarús · Països Baixos \| Olga Govortsova / Vera Lapko Cindy Burger / Arantxa Rus \| 6 4 \| 6 2 \| \| \| |                                                                         |                                                                         |                     |      |     |  |
| | [ 3 ]                                                                   |                                                                         | 1                   | 2    | 3   |  |
| 1 | Belarús · Països Baixos                                                 | Aliaksandra Sasnovich Michaella Krajicek                                | 4 6                 | 6 3  | 6 2 |  |
| 2 | Belarús · Països Baixos                                                 | Arina Sabalenka Kiki Bertens                                            | 6 3                 | 6⁶ 7 | 4 6 |  |
| 3 | Belarús · Països Baixos                                                 | Aliaksandra Sasnovich Kiki Bertens                                      | 6 3                 | 6 4  |     |  |
| 4 | Belarús · Països Baixos                                                 | Arina Sabalenka Michaella Krajicek                                      | 7 6⁵                | 6 4  |     |  |
| 5 | Belarús · Països Baixos                                                 | Olga Govortsova / Vera Lapko Cindy Burger / Arantxa Rus                 | 6 4                 | 6 2  |     |  |

### Suïssa vs. França
| · Suïssa · 4 | Palexpo, Ginebra, Suïssa 11 - 12 de febrer de 2017 Dura interior | Palexpo, Ginebra, Suïssa 11 - 12 de febrer de 2017 Dura interior       | · França · 1 |     |     |  |
| \| \| [4] \| \| 1 \| 2 \| 3 \| \| \| - \| --------------- \| ---------------------------------------------------------------------- \| ---- \| --- \| --- \| \| \| 1 \| Suïssa · França \| Timea Bacsinszky Alizé Cornet \| 7 5 \| 6 4 \| \| \| \| 2 \| Suïssa · França \| Belinda Bencic Kristina Mladenovic \| 3 6 \| 4 6 \| \| \| \| 3 \| Suïssa · França \| Timea Bacsinszky Kristina Mladenovic \| 7 64 \| 4 6 \| 7 5 \| \| \| 4 \| Suïssa · França \| Belinda Bencic Pauline Parmentier \| 6 3 \| 6 4 \| \| \| \| 5 \| Suïssa · França \| Timea Bacsinszky / Martina Hingis Amandine Hesse / Kristina Mladenovic \| 6 4 \| 6 4 \| \| \| |                                                                  |                                                                        |              |     |     |  |
| | [ 4 ]                                                            |                                                                        | 1            | 2   | 3   |  |
| 1 | Suïssa · França                                                  | Timea Bacsinszky Alizé Cornet                                          | 7 5          | 6 4 |     |  |
| 2 | Suïssa · França                                                  | Belinda Bencic Kristina Mladenovic                                     | 3 6          | 4 6 |     |  |
| 3 | Suïssa · França                                                  | Timea Bacsinszky Kristina Mladenovic                                   | 7 64         | 4 6 | 7 5 |  |
| 4 | Suïssa · França                                                  | Belinda Bencic Pauline Parmentier                                      | 6 3          | 6 4 |     |  |
| 5 | Suïssa · França                                                  | Timea Bacsinszky / Martina Hingis Amandine Hesse / Kristina Mladenovic | 6 4          | 6 4 |     |  |

## Semifinals

### Estats Units vs. República Txeca
| · Estats Units · 3 | Saddlebrook Resort, Wesley Chapel, Florida, Estats Units 22 - 23 d'abril de 2017 Terra batuda | Saddlebrook Resort, Wesley Chapel, Florida, Estats Units 22 - 23 d'abril de 2017 Terra batuda | · República Txeca · 2 |     |   |  |
| \| \| [5] \| \| 1 \| 2 \| 3 \| \| \| - \| ------------------------------ \| ------------------------------------------------------------------------------ \| --- \| --- \| - \| \| \| 1 \| Estats Units · República Txeca \| Coco Vandeweghe Marketa Vondrousova \| 6 1 \| 6 4 \| \| \| \| 2 \| Estats Units · República Txeca \| Shelby Rogers Katerina Siniakova \| 3 6 \| 3 6 \| \| \| \| 3 \| Estats Units · República Txeca \| Coco Vandeweghe Katerina Siniakova \| 6 4 \| 6 0 \| \| \| \| 4 \| Estats Units · República Txeca \| Lauren Davis Marketa Vondrousova \| 2 6 \| 5 7 \| \| \| \| 5 \| Estats Units · República Txeca \| Bethanie Mattek-Sands / Coco Vandeweghe Kristyna Pliskova / Katerina Siniakova \| 6 2 \| 6 3 \| \| \| |                                                                                               |                                                                                               |                       |     |   |  |
| | [ 5 ]                                                                                         |                                                                                               | 1                     | 2   | 3 |  |
| 1 | Estats Units · República Txeca                                                                | Coco Vandeweghe Marketa Vondrousova                                                           | 6 1                   | 6 4 |   |  |
| 2 | Estats Units · República Txeca                                                                | Shelby Rogers Katerina Siniakova                                                              | 3 6                   | 3 6 |   |  |
| 3 | Estats Units · República Txeca                                                                | Coco Vandeweghe Katerina Siniakova                                                            | 6 4                   | 6 0 |   |  |
| 4 | Estats Units · República Txeca                                                                | Lauren Davis Marketa Vondrousova                                                              | 2 6                   | 5 7 |   |  |
| 5 | Estats Units · República Txeca                                                                | Bethanie Mattek-Sands / Coco Vandeweghe Kristyna Pliskova / Katerina Siniakova                | 6 2                   | 6 3 |   |  |

### Belarús vs. Suïssa
| · Belarús · 3 | Chizhovka Arena, Minsk, Belarús 22 - 23 d'abril de 2017 Dura interior | Chizhovka Arena, Minsk, Belarús 22 - 23 d'abril de 2017 Dura interior | · Suïssa · 2 |      |     |  |
| \| \| [6] \| \| 1 \| 2 \| 3 \| \| \| - \| ---------------- \| ------------------------------------------------------------ \| --- \| ---- \| --- \| \| \| 1 \| Belarús · Suïssa \| Aliaksandra Sasnovich Viktorija Golubic \| 6 3 \| 5 7 \| 7 5 \| \| \| 2 \| Belarús · Suïssa \| Arina Sabalenka Timea Bacsinszky \| 4 6 \| 5 7 \| \| \| \| 3 \| Belarús · Suïssa \| Aliaksandra Sasnovich Timea Bacsinszky \| 6 2 \| 7 6² \| \| \| \| 4 \| Belarús · Suïssa \| Arina Sabalenka Viktorija Golubic \| 6 3 \| 2 6 \| 6 4 \| \| \| 5 \| Belarús · Suïssa \| Olga Govortsova / Vera Lapko Belinda Bencic / Martina Hingis \| 0 6 \| 1 6 \| \| \| |                                                                       |                                                                       |              |      |     |  |
| | [ 6 ]                                                                 |                                                                       | 1            | 2    | 3   |  |
| 1 | Belarús · Suïssa                                                      | Aliaksandra Sasnovich Viktorija Golubic                               | 6 3          | 5 7  | 7 5 |  |
| 2 | Belarús · Suïssa                                                      | Arina Sabalenka Timea Bacsinszky                                      | 4 6          | 5 7  |     |  |
| 3 | Belarús · Suïssa                                                      | Aliaksandra Sasnovich Timea Bacsinszky                                | 6 2          | 7 6² |     |  |
| 4 | Belarús · Suïssa                                                      | Arina Sabalenka Viktorija Golubic                                     | 6 3          | 2 6  | 6 4 |  |
| 5 | Belarús · Suïssa                                                      | Olga Govortsova / Vera Lapko Belinda Bencic / Martina Hingis          | 0 6          | 1 6  |     |  |

## Final
| · Belarús · 2 | Chizhovka Arena, Minsk, Belarús 11 - 12 de novembre de 2017 Dura interior | Chizhovka Arena, Minsk, Belarús 11 - 12 de novembre de 2017 Dura interior | · Estats Units · 3 |      |     |  |
| \| \| [7] \| \| 1 \| 2 \| 3 \| \| \| - \| ---------------------- \| ----------------------------------------------------------------------- \| ---- \| ---- \| --- \| \| \| 1 \| Belarús · Estats Units \| Aliaksandra Sasnovich Coco Vandeweghe \| 4 6 \| 4 6 \| \| \| \| 2 \| Belarús · Estats Units \| Arina Sabalenka Sloane Stephens \| 6 3 \| 3 6 \| 6 4 \| \| \| 3 \| Belarús · Estats Units \| Arina Sabalenka Coco Vandeweghe \| 6⁵ 7 \| 1 6 \| \| \| \| 4 \| Belarús · Estats Units \| Aliaksandra Sasnovich Sloane Stephens \| 4 6 \| 6 1 \| 6 \| \| \| 5 \| Belarús · Estats Units \| Arina Sabalenka / Aliaksandra Sasnovich Shelby Rogers / Coco Vandeweghe \| 3 6 \| 63 7 \| \| \| |                                                                           |                                                                           |                    |      |     |  |
| | [ 7 ]                                                                     |                                                                           | 1                  | 2    | 3   |  |
| 1 | Belarús · Estats Units                                                    | Aliaksandra Sasnovich Coco Vandeweghe                                     | 4 6                | 4 6  |     |  |
| 2 | Belarús · Estats Units                                                    | Arina Sabalenka Sloane Stephens                                           | 6 3                | 3 6  | 6 4 |  |
| 3 | Belarús · Estats Units                                                    | Arina Sabalenka Coco Vandeweghe                                           | 6⁵ 7               | 1 6  |     |  |
| 4 | Belarús · Estats Units                                                    | Aliaksandra Sasnovich Sloane Stephens                                     | 4 6                | 6 1  | 6   |  |
| 5 | Belarús · Estats Units                                                    | Arina Sabalenka / Aliaksandra Sasnovich Shelby Rogers / Coco Vandeweghe   | 3 6                | 63 7 |     |  |